# Traffic (chanson)
Singles de Tiësto
Magik Journey
(2003) Just Be
(2004)
Pistes de Just Be
Love Comes Again Sweet Misery
Traffic est une chanson du disc jockey, compositeur et producteur néerlandais Tiësto, sortie le 8 octobre 2003. Le single est extrait des albums Just Be et Parade of the Athletes, et contient un sample du titre de Sean Deason, Psykofuk.

## Formats et liste des pistes

### CD, Maxi Singles
Netherlands, Scandinavia, United Kingdom Maxi-single
1. "Traffic" (Radio Edit)–2:54
2. "Traffic" (Original)–7:01
3. "Traffic" (Max Walder Mix) - 7:34

### 12" Vinyle
Magik Muzik 12" Vinyl
1. "Traffic" (Radio Edit)–2:54
2. "Traffic" (Original)–7:01

Nebula, Electropolis, Independence Records 12" Vinyl
1. "Traffic" (Original)–7:01
2. "Traffic" (Max Walder Mix) - 7:34

Nebula 12" Vinyl
1. "Traffic" (Radio Edit) - 2:53
2. "Traffic" (Max Walder Mix) - 7:34

Nebula 12" Vinyl
1. Traffic (Montana Re-Edit) - 7:39
2. Traffic (Max Walder Mix) - 7:34

### Love Comes Again/Traffic
Australie 12" Vinyle
1. Love Comes Again (Original 12" Version) - 8:07
2. Love Comes Again (Mark Norman Remix)–7:20
3. Traffic (Montana Re-Edit) - 7:39
4. Traffic (Max Walder Mix)–7:34

 Australie Maxi-single
1. Love Comes Again (Radio Edit) - 3:15
2. Love Comes Again (Original 12" Version)–8:07
3. Love Comes Again (Mark Norman Remix)–7:20
4. Traffic (DJ Montana 12" Edit) - 7:39
5. Traffic (Original Mix)–6:57
6. Traffic (Max Walder Mix)–7:32

## Classement par pays
| Classement (2002)                      | Meilleure position |
| -------------------------------------- | ------------------ |
| États-Unis Billboard Hot Dance Airplay | 25                 |
| Pays-Bas Classement single             | 1                  |
| Belgique Classement single             | 3                  |
| Royaume-Uni Classement single          | 48                 |

## Versions officielles
- Just Be Album Version (5:24)
- Parade of the Athletes Album Version (4:13)
- Hardstyle Remix Unofficial Release
- Max Walder Mix (7:34)
- DJ Montana 12" Edit (7:49)
- Original Mix (6:57)
- Radio Edit (2:54)

## Date de sortie
| Pays        | Date              | Label                        | Format                                       | Catalogue         |
| ----------- | ----------------- | ---------------------------- | -------------------------------------------- | ----------------- |
| Pays-Bas    | 22 septembre 2003 | Magik Muzik                  | CD, Maxi                                     | Magik Muzik 814-2 |
| Pays-Bas    | 22 septembre 2003 | Magik Muzik                  | CD, Maxi                                     | Magik Muzik 814-1 |
| Pays-Bas    | 21 octobre 2003   | Magik Muzik                  | vinyl, 12"                                   | Magik Muzik 814-5 |
| Pays-Bas    | mars 2004         | Magik Muzik                  | vinyl, 12", Picture Disc, Édition limitée    | Magik Muzik 814-6 |
| Scandinavie | 2003              | Playground Music Scandinavia | CD, Maxi                                     | Magik Muzik 814-2 |
| France      | 2003              | Independence Records         | vinyl, 12"                                   | IR 0357           |
| Royaume-Uni | 29 septembre 2003 | Nebula                       | vinyl, 12"                                   | NEBT052           |
| Royaume-Uni | 2003              | Nebula                       | vinyl, 12"                                   | NEBTX052          |
| Royaume-Uni | octobre 2003      | Nebula                       | CD, Maxi                                     | NEBCD052          |
| Royaume-Uni | février 2005      | DEL Records                  | vinyl, 12", Unofficial Release, Single Sided | DEL002            |
| Espagne     | 8 octobre 2003    | Electropolis                 | vinyl, 12"                                   | VLMX 1472-3       |
| Australie   | Avril 2004        | Bang On!                     | vinyl, 12"                                   | BANG 056          |
| Australie   | mai 2004          | Bang On!                     | CD, Maxi                                     | BANG0096          |